# 21st Century Entertainment
21st Century Entertainment – nieistniejąca już firma zajmująca się głównie wydawaniem komputerowych wersji flipperów (pinballi) na platformy: Amiga, Atari i IBM-PC.

## Wydała
- flipery:
  - Absolute Pinball,
  - Electronic Pinball,
  - Pinball 3D-VCR (w USA wydana jako Total Pinball 3D),
  - Pinball Builder: A Construction Kit for Windows,
  - Pinball Dreams,
  - Pinball Dreams II,
  - Pinball Fantasies,
  - Pinball Gold Pack,
  - Pinball Illusions,
  - Pinball Mania,
  - Pinball World,
  - Slam Tilt,
  - Special Edition Pinball Dreams Pinball Fantasies,
  - Thomas the Tank Engine and Friends Pinball,
- Deliverance: Stormlord 2,
- It's a Funny Old Game,
- Marvin's Marvellous Adventure,
- Nebulus 2: Pogo-A-Go-Go,
- Rubicon,
- Synnergist.

## Stworzyła
- Deliverance: Stormlord 2,
- Pinball 2000.